# Fuller Albright
Fuller Albright (Búfalo, 12 de enero de 1900 – Boston, 8 de diciembre de 1969) fue un endocrinólogo estadounidense que realizó numerosas aportaciones científicas en el campo de la endocrinología, sobre todo en el área del metabolismo del calcio. En 1937 descubrió junto con el pediatra Donovan James McCune una nueva enfermedad de origen genético que en su honor recibe el nombre de Síndrome de McCune-Albright.

## Biografía
Ingresó en 1920 en la Escuela de Medicina de Harvard, donde se graduó en 1924. En 1927 se trasladó a Baltimore donde realizó sus primeros estudios sobre el metabolismo del calcio. En sus trabajos iniciales describió los efectos de la parathormona sobre el riñón, la osteoporosis postmenopáusica, el efecto que ejercían los estrógenos sobre la masa ósea y el raquitismo resistente a la vitamina D.
Algunas de sus principales aportaciones científicas versaron sobre la regulación del calcio y el fósforo en el hiperparatiroidismo primario. Con unos recursos limitados inició un estudio sistemático sobre el metabolismo de estos minerales y estableció las bases fisiológicas que permiten comprender los mecanismos que regulan sus niveles sanguíneos. Descubrió que la hiperplasia de la glándula paratiroidea era la causa del hiperparatiroidismo primario. 

## Publicaciones
Realizó a lo largo de su vida 118 publicaciones, en muchas de las cuales describía una nueva enfermedad. En 1948 publicó el libro La glándula paratiroides y la enfermedad ósea metabólica que ha sido referencias obligada en su campo durante muchos años.